# Drusus melanchaetes
Drusus melanchaetes är en nattsländeart som beskrevs av Mclachlan 1876. Drusus melanchaetes ingår i släktet Drusus och familjen husmasknattsländor. Inga underarter finns listade i Catalogue of Life.